# 谷崎潤一郎訳源氏物語
谷崎潤一郎訳源氏物語（たにざきじゅんいちろうやくげんじものがたり）は、大正・昭和時代の小説家である谷崎潤一郎による、『源氏物語』の3回にわたる現代日本語訳の総称である。「谷崎訳源氏（たにざきやくげんじ）」、「潤一郎訳源氏（じゅんいちろうやくげんじ）」あるいは単に「谷崎源氏（たにざきげんじ）」とも呼ばれる。

## 概要
谷崎潤一郎による『源氏物語』の現代語訳は、昭和時代の戦前から戦後にかけて計3回にわたって出版され、いずれも刊行された当時から一大ベストセラーとなって「源氏物語ブーム」を引き起こし、『源氏物語』の解釈・享受の観点からも近代文学を代表する谷崎文学の一つとしての観点からもさまざまな論評・研究がなされてきた。また昭和戦前期に刊行された最初の版である旧訳が、発売禁止を逃れるためと見られる原典からの内容の除去を行っているなど、言論史上でも重要視されてきた存在である。
2000年代になり、谷崎訳の発端から完成までの経緯などについて、過去の評価の見直しを迫る多くの研究成果が公表されつつある。これは、谷崎自身のものの他、校閲を行った山田孝雄や下調査を行った玉上琢弥らによる中間段階の草稿や、谷崎と中央公論社社長の嶋中雄作や中央公論社において谷崎の担当者であった雨宮庸蔵といった関係者の手紙などが公開されたことによる。

## 谷崎潤一郎と源氏物語
谷崎潤一郎は、その代表作とされる『細雪』などの作品の特徴とされる「母恋」や「女性拝跪」が、『源氏物語』に見られる光源氏と藤壺との関係に由来すると見られるなど、多くの作品に『源氏物語』の影響を見ることが出来るとされている。
また、結婚体験の影響も指摘されている。谷崎の最初の結婚は、出会って妻にしたいと望んだ初子がすでに人妻となっていたため結婚することが叶わなかったことから、その妹である石川千代を妻とし、一人娘ももうけ十数年の夫婦生活を送ったものの、結局満足することが出来ず離婚した。こうした谷崎の実体験が、『源氏物語』の柏木と女三宮・落葉の宮や薫・匂宮と宇治八の宮の姉妹たちのような、結ばれたいと願った相手と結ばれず、その姉妹と結ばれるに至ったものの幸福にはならず、より深い苦悩がもたらされるという状況に共感を呼び起こし、関心を高めたのではないかとする見方である。
谷崎自身は「私は前から源氏が好きであったし、その翻訳と云ふことにも興味を感じないではなかったが」と語っており、また、自身の著書『文章読本』の「西洋の文章と日本の文章」において、文体のありかたについて『源氏物語』の「須磨」の巻の文章を引いて説明を加えている。1927年（昭和2年）に、芥川龍之介との間で行われた小説の筋をめぐる論争においては、『源氏物語』に体現された空前絶後の「構造的美観」について言及しており、この論争の相手となった芥川は、谷崎を「自身の知る範囲で源氏物語を読み通した数少ない人物」のひとりに挙げている。
一方で、『源氏物語』を好まなかったとする傍証もある。そもそも『源氏物語』の現代語訳を作成するためには長期間にわたって多大な労力を費やす必要があり、実際に谷崎は3つの翻訳を合計すると約10年という歳月を『源氏物語』の現代語訳のために費やしている。そのようなことを行おうとする人間は、「紫式部はずっと私の師であった」「源氏物語を何度も繰り返し読んで耽溺した」と述べた与謝野晶子のように、通常は長年にわたって『源氏物語』を読み込み、『源氏物語』を崇拝するといえるまでになっているのが通常の姿であると考えられてきた。しかし、谷崎自身は旧訳の完成直後に京都大学において行われた座談会において、後に新訳の作業を手伝うことになる、当時大学院生であった玉上琢弥が「源氏物語をどのくらいの傑作だと思っているのですか」と質問したのに対して「それは読んでもらわねば。あ、原典のことですか。それほどの傑作だとは思いません」という発言を行ったとされ、また晩年のエッセイ『にくまれ口』では、光源氏やその光源氏を生み出した紫式部をどうしても好きになれないと記している。谷崎の秘書を務めた伊吹和子は、「谷崎が仕事で必要な時以外に源氏物語を読んでいる姿を見たことがないし、谷崎が最も機嫌が悪くなったのは細雪などの自身の作品が源氏物語の影響を受けているという他人の発言を聞いた時だった」といった証言を行っている。なお、生前に谷崎と交流があり、自身も『源氏物語』の現代語訳を手がけた円地文子は、周囲に対して「谷崎さんは源氏がお嫌いなのよね」と語っていたという。
『谷崎源氏』は谷崎にとっては「あくまで『源氏物語』を題材とした谷崎潤一郎の作品」であることを意味するのではないかと考えられている。谷崎は旧訳の序文において「これは源氏物語の文学的翻訳であって、講義ではない。」と語っている。また新訳の出版後に新書版の谷崎全集が刊行された際、この全集には谷崎の作品ではあってもあくまで翻訳物であって純粋な谷崎の創作した作品ではないという理由で『源氏物語』の翻訳は含まれなかったが、谷崎にはこれが不本意であったとして、後に新書版の谷崎全集と同じ判型・同じ装幀・ほぼ同じ価格で、新書版の新訳『源氏物語』を刊行している。伊吹和子によれば、谷崎にとって『源氏物語』のような古典作品は「創作のきっかけとなる材料の一つ」とはなっても「崇拝の対象」などにはなり得ない、「紫式部ごときが自分の創作に影響を与えることなど出来ない」とするプライドをもっていると考えるのが谷崎らしいとしている。
谷崎の『源氏物語』に対する否定的発言について、妻の谷崎松子は、古くからの一貫してのものではなく、特に戦後になってから自身の代表作である『細雪』について『源氏物語』の影響を繰り返し指摘されたり、さらにはそこから自身を光源氏になぞらえられたりすることが多くなってから否定的発言が目立つようになったと述べている。

## 3つの谷崎源氏
谷崎潤一郎は生涯に3度にわたって現代語訳を行っており、「谷崎潤一郎訳源氏物語」とされるものには以下の3つの現代語訳が存在している。
- 『潤一郎訳源氏物語』
  - 1939年（昭和14年）1月から1941年（昭和16年）7月にかけて刊行された「旧訳」「26巻本」などと呼ばれている1回目の翻訳
- 『潤一郎新訳源氏物語』
  - 1951年（昭和26年）5月から1954年（昭和29年）12月にかけて刊行された「新訳」「12巻本」などと呼ばれている2回目の翻訳
- 『潤一郎新々訳源氏物語』
  - 1964年（昭和39年）11月から1965年（昭和40年）10月にかけて刊行された「新々訳」「11巻本」などと呼ばれている3回目の翻訳

この「谷崎潤一郎訳源氏物語」は、すべて中央公論社から刊行されている。与謝野晶子による『源氏物語』の現代語訳が当初は金尾文淵堂から刊行されたものの、その後は日本社、三笠書房、河出書房新社、角川書店といったさまざまな出版社からさまざまな形態で刊行されたのと比べると（なお、著作権の保護期間が終了してからはさらにさまざまな出版社から刊行された）、谷崎訳が一貫して中央公論社という一つの大手出版社から刊行され続けたことはそれ自体一つの特徴となっており、大がかりな宣伝活動が行われたことや、巻立や判型は異なっても一貫して高級感のある華麗な装幀がされているなどの出版戦略に反映していると考えられている。
基本的に新しい翻訳の本文が完成すると、古い翻訳は絶版になって入手出来なくなっている。各翻訳には、それぞれに巻立や判型・装幀の異なる形の本が数種類刊行されており、これらはおおむね並行して販売されている。
|    | タイトル                 | 全体の巻数 | 本文の巻数 | 刊行開始年月           | 刊行終了年月           | 翻訳           | 判型   | 呼称（通称）     | 備考            |
| -- | ------------------------ | ---------- | ---------- | ---------------------- | ---------------------- | -------------- | ------ | ---------------- | --------------- |
| 1  | 潤一郎訳 源氏物語        | 26巻       | 23巻       | 1939年（昭和14年）1月  | 1941年（昭和16年）7月  | 旧訳           | 菊判   | 普及版           | 和装            |
| 2  | 潤一郎訳 源氏物語        | 26巻       | 23巻       | 1939年（昭和14年）1月  | 1941年（昭和16年）7月  | 旧訳           | 菊判   | 豪華愛蔵版       | 和装 一千部限定 |
| 3  | 潤一郎新訳 源氏物語      | 12巻       | 10巻       | 1951年（昭和26年）5月  | 1954年（昭和29年）12月 | 新訳           | A5     |                  |                 |
| 4  | 潤一郎新訳 源氏物語      | 5巻        | 5巻        | 1955年（昭和30年）10月 |                        | 新訳（改訂版） | 菊判   | 限定愛蔵版       | 和装 一千部限定 |
| 5  | 潤一郎新訳 源氏物語      | 6巻        | 6巻        | 1956年（昭和31年）5月  | 1956年（昭和31年）11月 | 新訳（改訂版） | 四六判 | 挿画入普及版     |                 |
| 6  | 潤一郎訳 源氏物語        | 8巻        | 8巻        | 1959年（昭和34年）9月  | 1960年（昭和35年）5月  | 新訳（改訂版） | 新書版 | 挿画入豪華新書版 |                 |
| 7  | 潤一郎訳 源氏物語        | 6巻        | 5巻        | 1961年（昭和36年）10月 | 1962年（昭和37年）4月  | 新訳（改訂版） | 菊判   | 挿画入豪華愛蔵版 |                 |
| 8  | 潤一郎新々訳 源氏物語    | 11巻       | 10巻       | 1964年（昭和39年）11月 | 1965年（昭和40年）10月 | 新々訳         | A5     | 挿画入豪華版     |                 |
| 9  | 潤一郎新々訳 源氏物語    | 6巻        | 5巻        | 1966年（昭和41年）5月  | 1966年（昭和41年）10月 | 新々訳         | 菊判   | 彩色挿画入豪華版 |                 |
|    | 新々訳 源氏物語          | 4巻        | 4巻        | 1968年（昭和43年）9月  | 1970年（昭和45年）12月 | 新々訳         | 菊判   | 没後版全集版     |                 |
| 10 | 潤一郎訳 源氏物語        | 8巻        | 8巻        | 1970年（昭和45年）11月 | 1971年（昭和46年）6月  | 新々訳         | 新書版 | 豪華普及版       |                 |
| 11 | 潤一郎訳 源氏物語        | 5巻        | 5巻        | 1973年（昭和48年）6月  | 1973年（昭和48年）10月 | 新々訳         | 文庫版 |                  |                 |
|    | 新々訳 源氏物語          | 4巻        | 4巻        | 1974年（昭和49年）10月 | 1975年（昭和50年）1月  | 新々訳         | A5     | 豪華普及版全集版 |                 |
| 12 | 潤一郎訳 源氏物語        | 11巻       | 10巻       | 1979年（昭和54年）10月 | 1980年（昭和55年）8月  | 新々訳         | 新書版 | 愛蔵新書版       |                 |
|    | 新々訳 源氏物語          | 4巻        | 4巻        | 1983年（昭和58年）2月  | 1983年（昭和58年）5月  | 新々訳         | 四六判 | 愛読愛蔵版全集版 |                 |
| 13 | 谷崎潤一郎訳 源氏物語 全 | 1巻        | 1巻        | 1987年（昭和62年）1月  |                        | 新々訳         | 菊判   | 挿画入愛蔵版     |                 |
| 14 | 潤一郎訳 源氏物語        | 5巻        | 5巻        | 1991年（平成3年）7月   | 1991年（平成3年）10月  | 新々訳         | 文庫版 | 文庫改版         |                 |
| 15 | 谷崎潤一郎訳 源氏物語 全 | 1巻        | 1巻        | 1992年（平成4年）11月  |                        | 新々訳         | 菊判   | 普及版           |                 |

タイトルは、表紙・背・扉・箱・帯・目次・序文・奥付・付録・広告などによって若干異なっていることもある。系図や年立などの本文でない内容の巻の巻表示は、旧訳では第24巻から第26巻までが当てられており、新訳の初刊本では第11巻および第12巻が当てられていたが、それ以後は別巻1、別巻2などとするようになった。

### 第1回の翻訳 (旧訳)
谷崎潤一郎による最初の翻訳は、1935年（昭和10年）9月に『源氏物語湖月抄』の本文を元にして着手された。山田孝雄の校閲を受けながら進められ、1939年（昭和14年）1月から1941年（昭和16年）7月にかけて中央公論社から『潤一郎訳源氏物語』全26巻として刊行された。これは今日「旧訳」「26巻本」などと呼ばれている。この現代語訳は、「源氏物語の現代語訳」としては1912年（明治45年）に出た最初の与謝野晶子訳より約20年遅く完成・公開されたものであるが、このときの与謝野訳はあくまで抄訳であり、省略のない完全な『源氏物語』の現代語訳としては3番目（現存するものとしては2番目）の与謝野訳とほぼ同時期に公開されたものであり、公開当時は与謝野訳よりもさまざまな形で話題になったものであり、さまざまな論評がなされている。
この翻訳は出版時には「潤一郎訳源氏物語」とされ、広告宣伝などでは「谷崎源氏」の呼称も使用されている。なお、初期にはタイトルとして「昭和口訳源氏物語」や「今様源氏物語」 あるいは「近体源氏物語」や「昭和本源氏物語」（1936年（昭和11年）12月11日付け谷崎潤一郎発山田孝雄宛書簡による） といったものも候補として挙げられていた。
この翻訳を作成するに際して、差し押さえを受けるほどに借金生活が恒常化していた谷崎は、中央公論社と「中央公論社は予想される印税のうち2万円程度を生活費として先払いする代わりに、谷崎側は源氏物語の翻訳中は他の仕事を一切入れない」という約束をしている。実際に谷崎は翻訳が終了するまでの間は1936年（昭和11年）1月および同年7月に改造社から刊行された雑誌『改造』の第18巻第1号および第7号に掲載された『猫と庄造と二人のをんな』を唯一の例外として、『源氏物語』の翻訳作業に専念している。これについては後述する。
1934年（昭和9年）2月16日付け中央公論社社長嶋中雄作宛て書簡において、谷崎は「五千円を保証していただけるならまあやってみても宜しゅう御座います」としている。このような交渉の結果、1934年（昭和9年）末ごろに谷崎は訳業を決意する。
谷崎は、この翻訳を行うにあたって山田孝雄の校閲を受けている。谷崎は当初から翻訳にあたってしかるべき専門家の校閲を受けることを願っており、その要望を受ける形で校閲者として山田孝雄という人物を選定し、また山田に校閲を受けるにあたっての仲介は中央公論社が行っている。1934年（昭和9年）12月4日、中央公論社編集者の雨宮庸蔵が山田に校閲依頼の手紙を出し、1934年（昭和9年）12月6日に山田が雨宮に承諾の返事を出している。1935年（昭和10年）5月に谷崎は山田の校閲を受けることを正式に依頼するため、雨宮とともに仙台に向かっている。1935年（昭和10年）9月に谷崎による執筆が開始され、1936年（昭和11年）3月には山田による校閲が始まる。
執筆自体の過程は以下の通りである。谷崎が最初に書き下ろした第1稿をもとに中央公論社がゲラを2部作成し、1部を谷崎に、1部を山田に送る。山田は送られたゲラに徹底的な校閲を施す。山田が校閲を施したゲラは谷崎の元に送られる。谷崎は山田から送られたゲラをもとに徹底的な書き直しを行って第2稿を作成する。この第2稿は第1稿と同様に中央公論社がゲラを2部作成し、1部を谷崎に、1部を山田に送る。これに対して山田が校閲を施したゲラを元に谷崎が再度書き直しを行って第3稿を作成し、これが最終稿となった。なお、谷崎が最初に書き下ろした第1稿は、現在も中央公論社の金庫の中に厳重に保管されているとされるが、谷崎の手元に置かれていた山田が校閲を施したゲラは、1945年（昭和20年）8月6日の空襲による谷崎の神戸の自宅の焼失にともなってすべて失われてしまったとされる（このことについて、現在富山市立図書館山田孝雄文庫に所蔵されている、1945年（昭和20年）9月3日付けの谷崎が山田に宛てた手紙において、山田が校閲を施し谷崎の手元に置かれていたゲラが全て焼失してしまったことを謝罪している）。1938年（昭和13年）9月9日に谷崎は第1稿3391枚を脱稿する。この原稿の完成は『東京朝日新聞』の（文芸面ではなく）社会面において報じられる。このようにして完成した『潤一郎訳源氏物語』は1939年（昭和14年）1月に刊行が開始された。
谷崎は自身の作業にあたって、当時最もよく使われた代表的な注釈書である吉澤義則の『対校源氏物語新釈』のほか、抄訳ではあるものの先行する現代日本語訳である与謝野晶子の最初の翻訳、アーサー・ウェイリーの英訳といったさまざまな資料を手許に集めており、必要に応じて参照していたと見られる。
このようにして完成した本は菊判の和装本、各巻平均160ページからなるもので、当時としてはかなり大きめである五号活字を使用し、さらに活字の4分の1ずつを下へずらす四分アキという方法で字間を広くとり、文字が一層大きく見えて読みやすくなるという贅沢な印刷を行っていた。このため後に改訳を行った際には、この旧訳の書籍の余白部分に校閲者が意見を書き込んだり、谷崎が新たな訳文を書き込んだりという方法をとることが出来た。この旧訳は、装幀の違いによって「普及版」のほかに、1000部限定の桐箱入り「豪華愛蔵版」があった。これは一括前金払いのみ80円、普及版は各巻1円の計26円（一時払い23円）であった。普及版には愛蔵版のような全冊を入れる桐箱は用意されていなかったが、後に8円で普及版用の並製桐箱が別売りされた。

#### 刊行開始から完結まで
本書の刊行開始の際には中央公論社による大々的な宣伝活動が行われ、鏑木清方による発売記念ポスターも作成された。さらには東京と大阪において以下のような出版記念講演会が開催されている。
- 1939年（昭和14年）1月24日に日比谷野外音楽堂において、谷崎、山田孝雄、池田亀鑑、小島政二郎、横光利一、谷川徹三、今井邦子、吉川英治、嶋中雄作の9名が講演を行った。
- 1939年（昭和14年）2月に大阪において、谷崎潤、谷川、小島、森田たま、舟橋聖一、島木健作、嶋中雄作の7名が講演を行った。

この旧訳は、当初は毎月2冊ずつ配本し、全13回の配本で1939年（昭和14年）1月の完結を予定していたが、第1回配本後多くの追加注文が殺到したため追加注文分の用紙の確保や印刷に手間取り、その結果第2回の配本は当初予定していた1939年（昭和14年）2月ではなく2か月遅れの1939年（昭和14年）4月になり、第3回の配本も第2回配本の2か月後である1939年（昭和14年）6月になった。それ以後も「時局の進展と緊迫につれて種々なる社会情勢の変化に遭ひ、人力や機械力や資材などの上にも思はぬ障害が起こってきたりして」刊行は遅れることになったものの、長いときでも2・3か月の間隔で刊行され、2年半がかりで1941年（昭和16年）4月に脱稿、同年7月に最終巻が刊行され全26巻が完結した。最終巻の刊行を急ぐために、『源氏物語和歌講義』の上下巻までは谷崎自身が執筆したものの、最終巻の「源氏物語系図」「同年立」および「同梗概」については中央公論社社員の相沢正が『湖月抄』や『すみれ草』などをもとに作成したものとなった。
配本と巻立
- 第1回配本 1939年（昭和14年）1月23日
  - 巻1 第01帖 桐壺、第02帖 帚木、第03帖 空蝉
  - 巻2 第04帖 夕顔、第05帖 若紫
- 第2回配本 1939年（昭和14年）4月
  - 巻3 第06帖 末摘花、第07帖 紅葉賀、第08帖 花宴
  - 巻4 第09帖 葵、第10帖 賢木、第11帖 花散里
- 第3回配本 1939年（昭和14年）6月
  - 巻5 第12帖 須磨、第13帖 明石
  - 巻6 第14帖 澪標、第15帖 蓬生、第16帖 関屋
- 第4回配本 1939年（昭和14年）7月
  - 巻7 第17帖 絵合、第18帖 松風、第19帖 薄雲
  - 巻8 第20帖 槿、第21帖 乙女
- 第5回配本 1939年（昭和14年）8月
  - 巻9 第22帖 玉鬘、第23帖 初音、第24帖 胡蝶
  - 巻10 第25帖 蛍、第26帖 常夏、第27帖 篝火、第28帖 野分、第29帖 行幸
- 第6回配本 1939年（昭和14年）10月
  - 巻11 第30帖 藤袴、第31帖 真木柱、第32帖 梅枝、第33帖 藤裏葉
  - 巻12 第34帖 若菜上
- 第7回配本 1939年（昭和14年）12月20日
  - 巻13 第35帖 若菜下
  - 巻14 第36帖 柏木、第37帖 横笛、第38帖 鈴虫
- 第8回配本 1940年（昭和15年）3月
  - 巻15 第39帖 夕霧
  - 巻16 第40帖 御法、第41帖 幻、雲隠、第42帖 匂宮、第43帖 紅梅、第44帖 竹河
- 第9回配本 1940年（昭和15年）6月
  - 巻17 第45帖 橋姫、第46帖 椎本
  - 巻18 第47帖 総角、第48帖 早蕨
- 第10回配本 1940年（昭和15年）9月
  - 巻19 第49帖 寄生
  - 巻20 第50帖 東屋
- 第11回配本 1940年（昭和15年）12月
  - 巻21 第51帖 浮舟
  - 巻22 第52帖 蜻蛉
- 第12回配本 1941年（昭和16年）4月25日
  - 巻23 第53帖 手習、第54帖 夢浮橋
  - 巻24 源氏物語和歌講義 上巻
- 第13回配本 1941年（昭和16年）7月25日
  - 巻25 源氏物語和歌講義 下巻
  - 巻26 源氏物語系図、同年立、同梗概、奥書

#### 執筆の動機
谷崎がこの翻訳を行うこととなったきっかけについては、旧訳の序文では「中央公論社の社長嶋中雄作からの依頼による」とされている。嶋中雄作がこのような企画を思いついた理由としては、文部省にいた国語学者の三宅武郎が現代作家による古典作品の現代語化を企画し、嶋中に申し入れたことが発端になっているとされる。ただしこのプランで、谷崎に割り当てられていたのは『源氏物語』ではなく『栄花物語』であったとされており、各作品の「現代語訳」も全訳ではなく抄訳であったと考えられている。もう一つ、嶋中がこの時期に抄訳ではない『源氏物語』の現代語訳の出版を思い立ったきっかけとしては、抄訳ではあるが初めての『源氏物語』の現代語訳を出した与謝野晶子が、今度は抄訳ではない『源氏物語』の現代語訳を出そうとしていることを知り、これに対抗しようとしたためではないかという理由が挙げられることもある。
この他、谷崎自身による理由としては、旧訳の序文にもある「昔から源氏物語に深い関心を抱いてきた」という言葉から自身の内的衝動に求める見解がかつては盛んに唱えられたが、谷崎自身による随筆『にくまれ口』や伊吹和子の証言など、これに反する証言や資料も多く存在することが知られるようになったために、近年ではこれを根拠にする見解はあまり見られない。
正宗白鳥による評論にその根拠を求める見解もある。白鳥は谷崎訳の作業が行われる前に完成した、アーサー・ウェイリーによる『源氏物語』の英語訳を極めて高く評価し、「私はこの英訳の出現によって初めて源氏物語に何が書いてあるのかを知ることが出来た。」と述べており、また一つ前の作品である『春琴抄』を絶賛した白鳥が、同時期の随筆の中では雑誌『改造』に連載されていた谷崎の最新作である戯曲『顔世』を、「前作と同じ程度の技量で同じ程度の作品を作り出すことは芸術家としては全く無意味な行為である」と酷評したことが、「源氏物語の現代語訳」というそれまで誰もなしえなかった大事業への原動力になったのではないかとの指摘もある。
後に1960年（昭和35年）ごろに谷崎松子が伊吹和子に語ったところによると、松子が谷崎に対して語った「お茶やお花やピアノのお稽古などと同じように、自分も教養の一つとして源氏物語を読みたいが、原文のままでは難しすぎるし、いまある訳本も学問的な物でいまひとつわかりやすいものがみつからない。与謝野晶子訳もわかりやすいがダイジェストである。自分や妹のような女性が読めるような現代語の全訳で、嫁入り道具になるような豪華な源氏物語の本が欲しい」という要望に対応するためであるとしている。この「嫁入り道具になるような豪華な源氏物語の本が欲しい」という点について、実際普及版とは別に「豪華愛蔵版」が作られることになった。谷崎は、残された手紙の中で翻訳の文体などと並んで、時にはそれ以上に製本や装幀について深い関心を示し、しばしば積極的な意見を述べている。また雨宮庸藏の日記の中でも谷崎が製本や装幀について関心を示していることを窺わせる記述が存在する。

#### 旧訳における削除と復活
当時『源氏物語』は「不敬の書」と呼ばれており、『源氏物語』に関する多くの出版物が実際に規制の対象となっていたために、この谷崎による現代語訳源氏物語も発禁などの処分を受ける可能性があった。この谷崎源氏は「全巻一字も伏字無し」とうたわれていたが、実際には問題とされそうな記述を伏字ではなく内容ごと除去することによって発売禁止という事態を避ける方策がとられていた。削除された記述の分量について、谷崎は旧訳の序文において「分量から云えば三千何百枚の中の一割にも五分にも達しない」と5%以下であると述べているが、実際に調査するとさらに少なく全体の約2%程度であるとされる。このような作業のためこの旧訳は、当時国語学・国文学の最高権威であり国体明徴派として当局から好意的に見られていた山田孝雄の校閲を受けて成立している。この旧訳の表紙には、「谷崎潤一郎訳」と同じ大きさで「山田孝雄閲」と記されており、山田がこの翻訳に果たした役割の大きさを見て取ることが出来る。山田は谷崎による『源氏物語』翻訳の校閲を引き受けるにあたり、「以下の三つの記述を源氏物語の翻訳から削除すること」という条件を示され、谷崎はこれを了解したとされる。
- 光源氏が皇后と不義密通をしたこと
- 不義密通によって生まれた子が天皇に即位したこと
- 自身の子が天皇に即位したことによって臣籍降下した光源氏が准上皇としての待遇を受けたこと

上記の方針の結果、具体的には以下のような場面が削除されている
- 光源氏が藤壺のもとを訪れ、密通や冷泉帝懐胎について語る場面（若紫）
- 冷泉帝の誕生に伴う光源氏や藤壺の苦悩を描く場面（紅葉賀）
- 桐壺帝の死後、光源氏が藤壷に再度の密通を迫る場面（賢木）[注釈 1]
- 冷泉帝の即位に際して光源氏が感慨を抱く場面（澪標）
- 冷泉帝が自身の出生の秘密を知り、光源氏と対面して譲位を申し出る場面（薄雲）
- 死後の藤壺が光源氏の夢枕に立つ場面（朝顔）
- 柏木と女三宮の密通を知って、自身の密通を思い出す場面（若菜下）

このとき山田孝雄が谷崎に示したとされる3項目は、『源氏物語』を教科書から排除すべきであると主張した橘純一の「源氏物語は大不敬の書である」によって示された3項目と同じであり、当時の国粋主義的な人物たちの間で共通認識として『源氏物語』において特に問題であるとされていた部分であると考えられる。
この削除について、谷崎自身は当時旧訳の序文において「時節柄不適切な記述は除去した」が、除去したのは「わずかな部分であってこの部分を取り除いても筋に影響を与えることはない。」と説明していたが、岡崎義恵からは「長い源氏物語の注釈・享受の歴史の中でいろいろな観点から源氏物語やその作者である紫式部に批判を加えた者はいたが、自身が見て不都合と思われる記述を取り除くようなことを行った者はいなかった」し、また「除去したのはわずかな部分ともいえないし、源氏物語の理解に何の影響もないとはいえない」といった批判も受けていた。後に谷崎の新訳に関わることになる玉上琢弥は、この谷崎の言葉について「何と白々しい」と感じ、谷崎訳について「紐解くこともしなかった。」と回想している。
谷崎は戦後、1949年（昭和24年）10月に刊行された『中央公論』文芸特集第1号において、『藤壺 「賢木」の巻補追』を発表し、旧訳で省略した「賢木」の巻の一部を補筆した。この作品は一つの独立した形式の作品ではなく、旧訳の「第4巻第119頁第1行から第3行の省略されている部分に代わるものである」という作者記が付されており、「旧訳の賢木巻第119頁に続く」という文言で終わるという、旧訳の中にはめ込むという形をとった作品である。
旧訳において行われた削除について、戦後になって谷崎自身は新訳の序文において「何分にも頑迷固陋な軍国主義者の跋扈していた時代であったので（中略）分からずやの軍人共の忌避に触れないようにするため、最小限度において原作の筋を歪め、削り、ずらし、ぼかし、などせざるを得なかった」と説明している。これらの「削除」は、かつては谷崎の山田孝雄追悼文の記述 などから全て山田の指示によるものであると考えられてきたが、多数の「削る」との書き込みのある、現在富山市立図書館山田孝雄文庫に所蔵されている山田孝雄旧蔵書『定本源氏物語新解』（金子元臣著）が詳細に調査され、削除された部分のうち、山田が削除を指示した部分は約半分に過ぎないことが明らかになった。これにより全体の削除のうち、少なからぬ部分は山田の指示以前の谷崎自身の判断によるものであるとの説が出されている。
また大津直子によって行われた、旧訳と新訳の比較による旧訳における削除個所などの調査においても、旧訳で削除されていたが新訳で復活したと見られる473か所のうち、谷崎の記述にある「禁忌三箇条」に触れたために削除されたと見られるものは、光源氏と藤壺との密通に関わる記述64か所、冷泉帝の出生に関わる記述23か所、光源氏に准太上天皇の待遇を授けることに関わる記述20か所の計107か所に過ぎず、逆に「禁忌三箇条」に触れると考えられるにも拘らず削除されていない記述も存在することが確認出来るなど、何らかの「禁忌三箇条」とは異なる削除の基準が存在するのではないかとしている。
谷崎潤一郎と中央公論社の間でやりとりされていた手紙によると、当初は谷崎と中央公論社の双方とも、最も発禁を受ける原因となる可能性の高い個所として、天皇・皇室関係の場所ではなく「空蝉」巻を想定しており、谷崎は「この部分を先に訳して当局に見せてもよい」などとしていた。これは、この前年に『源氏物語』を原作とした演劇が上演禁止となった際、上演が禁止された原因として「空蝉」巻における光源氏と人妻である空蝉の不倫の記述が、当時は刑法上の罪であった姦通罪を犯す場面であるとされたためであると考えられる。
なお、実際には官憲による発禁処置は行われなかったものの、日本社が1939年（昭和14年）2月1日に「源氏物語俗訳禁止に努力する事」を議決する など一部の国粋主義的団体の間では『源氏物語』の口語訳に対する反対の動きがあり、日本社の指導的立場にあった元大臣の小川平吉が同年2月6日に首相秘書太田耕造に、さらに2月17日には平沼騏一郎首相自身に対して「源氏物語翻訳発禁の事」を語るなど、政府当局に対する働きかけを行う運動が存在したことが確認出来る。

#### 猫と庄造と二人のをんな
前述のように、谷崎は『源氏物語』の旧訳を作成するに際して、中央公論社と「印税の一部を生活費として先払いする代わりに谷崎側は源氏物語の翻訳中は他の仕事を一切入れない。」という約束をしており、実際谷崎がこの期間に発表したのは後述する一点を除くと、
- 「翻訳小説二つ三つ」『読売新聞』、1936年（昭和11年）1月
- 「上方舞大会について」『上方』上方郷土研究会、1936年（昭和11年）5月
- 「木影の露の紀」『大阪毎日新聞』1936年（昭和11年）1月8日

という3つの短文と他者の単行本の序文2編、談話筆記1編だけであり、『源氏物語』の翻訳に専念していたと言える状況にあった。中央公論社からの雑誌『中央公論』の50周年記念号に掲載する作品の執筆依頼に対してすら、1935年（昭和10年）8月16日付けの社長嶋中雄作・雨宮庸蔵・佐藤観次郎の3人に対する手紙の中ではっきりと強い調子で断っている。そのような中で唯一の例外と言えるのが、雑誌『改造』の昭和11年（1936年）1月号および同年7月号の2回にわたって掲載された長編小説『猫と庄造と二人のをんな』である。
『猫と庄造と二人のをんな』が掲載された雑誌『改造』を発行していた改造社は、谷崎とは長年にわたって密接で良好な関係を持ってきた出版社であり、谷崎の多くの作品が雑誌『改造』に掲載される形で発表され、改造社から単行本として刊行されただけでなく、最初の谷崎潤一郎全集もこの改造社から刊行されている。谷崎は『猫と庄造と二人のをんな』を執筆した理由について、上記の新作の執筆を断った手紙の中において「やむをえない理由」とのみ記しているが、実際には金銭的な理由によるものであると考えられている。この時期、谷崎は原稿料の前借りとして改造社から多額の金銭を借りており、その担保として改造社版谷崎全集の収録作品の出版権を押さえられていた。谷崎はそのような状況で長期間にわたって『源氏物語』の翻訳に専念する（そのために改造社では執筆することがない）という道を選択したために、この時期に谷崎と改造社との関係は極めて悪化しており、以後谷崎の作品は短文一つを除いて改造社の刊行物に掲載されることは一切なくなり、雑誌『改造』に掲載された本作『猫と庄造と二人のをんな』も、単行本は創元社から刊行されることになるなど改造社からの単行本の刊行もなくなるという形で決定的に悪化することになる。
この時期、改造社では歌人であり国文学者でもある窪田空穂による『源氏物語』の現代語訳（のちに1939年（昭和14年）から1943年（昭和18年）にかけて『現代語訳源氏物語』として出版されたもの）を計画しており、谷崎の『源氏物語』現代語訳と競合関係になることが予想されたことも関係しているのではないかとの指摘もある。

### 第2回の翻訳 (新訳)
2回目の翻訳は、第1回翻訳における削除部分を復活するとともに、全編にわたって言葉使いを読みやすいように改め、1951年（昭和26年）から1954年（昭和29年）12月にかけ『潤一郎新訳 源氏物語』全12巻が中央公論社で刊行された。これは「新訳」「12巻本」などと呼ばれており、豪華版全5巻・別巻1巻、新書版全8巻でも刊行されている。
1945年（昭和20年）10月9日付けで、谷崎が嶋中雄作（版元の社長）に宛てた手紙によれば、谷崎は「源氏は今度は先般の訳に手心或いは削除したる部分を原文通りに改め完全なる訳として出版するも可、今一度くらいあの紙型を用いるも可」と述べ、当初は訳を改めて出版することと並んで旧訳をそのまま増刷するという選択肢も示している。旧訳とは情勢が一変した時代に作成されたこの新訳でも、山田孝雄が旧訳から継続して校閲に当たっており、旧訳と同様に「校閲 山田孝雄」と表記されている。山田の指示は、このときも多くが皇室関係の記述についてのものであり、谷崎はそのほとんどについて指示に従って書き直していたという。
当初、新訳は削除部分を復活するほかは比較的小規模の改定にとどめる予定であったとされるが、それでも谷崎は作業に当たっては専門家の意見を求めることとなった。谷崎はまず新村出の意見を求め、新村は澤瀉久孝の意見を求め、澤潟は玉上琢弥とその補佐役として榎克朗を紹介し、それ以後しばらくは榎が主として作業を行うこととなった。1948年（昭和23年）9月16日 榎が初めて谷崎宅に赴き、谷崎と面談した。このとき榎が最初に命じられたのは『源氏物語』についての作業ではなく『世継物語』において老大納言と若い北の方との間に子供があったのかを調べるという『少将滋幹の母』執筆のための歴史物語に関する調査であった。それ以後、榎は週に2・3回谷崎邸に出向くようになる。1949年（昭和24年）5月に入り、榎は旧訳において削除された部分の洗い出しを命じられ、『源氏物語』新訳のための本格的な作業が始まる。1949年（昭和24年）6月 谷崎は榎とともに公職追放のため隠棲状態になっていた山田孝雄を伊勢に訪ね、この新訳においても校閲を願った。このとき谷崎が山田に対して「前回の訳に誤りなどありましたらご指摘頂きたい。」と申し出たのに対して、山田は「私が校閲したのだから誤りなどあり得ません」と述べたものの、新訳に対する改めての校閲については了承した。1949年（昭和24年）10月に刊行された『中央公論』文芸特集第1号において、『藤壺 「賢木」の巻補追』を発表し、旧訳で省略した「賢木」巻の一部を補筆した。1950年（昭和25年）5月、榎が病気となったため同月一杯で助手を辞し、6月に入院する。代わりに玉上琢弥が直接作業を行うようになるとともに、宮地裕が新たに作業に加わる。1951年（昭和26年）1月26日、京都大学文学部の教務補佐員であった玉上が谷崎と初面談した。この際に玉上は発表したばかりの自身の論文「源氏物語音読論」の抜き刷りを名刺代わりに渡しており、玉上はこれが谷崎の新訳における文体の変更につながったのではないかとしている。1951年（昭和26年）1月31日に玉上は初めて仙台に山田を訪ねている。
この翻訳は新たに原稿用紙に書き下ろされたのではなく、当時1セット10円程度で幾らでも購入できるようになっていた旧訳の本を何セットも用意し、その旧訳の本に加筆訂正する形で執筆された。まず最初に玉上の指導のもとで榎、宮地らを含む若手の学者、大学院生、国語国文科の学生ら がいくつもの旧訳の本にそれぞれの意見を書き込み、玉上に提出した。ただし「若紫までは私のした仕事があったので、それを基にすればよく、末摘花からを分担して貰った」とされる。玉上がそれらの意見を集約し、改めて一つの旧訳の本に書き込んで谷崎の元に送った。谷崎はこれらの意見を参考にして、別の旧訳の本に新たな訳文を書き込んで中央公論社に送った。中央公論社ではこれをもとに、ゲラを複数部作成して関係者に送付した。なお、伊吹和子によるとタイプ原稿は4部作成され、1部が中央公論社に保管されたほか、玉上、校閲者の山田、そして谷崎自身に送られたというが、宮地によると宮地と榎にもタイプ原稿が送られていたという。玉上と校閲者の山田はゲラを見てそのゲラに書き込みを行い、それぞれ谷崎の元に送った。谷崎はこれらの書き込みの入ったゲラを参考にして最終稿を作成したとされる。
これらの作業の結果、膨大な未定稿や参考資料が作成され、後世に残されることとなった。これらのうち最もまとまって存在するのは、谷崎自身の手許に残り、その後谷崎の遺族、兵庫県の芦屋市谷崎潤一郎記念館を経て國學院大學が管理することとなった以下のものである。
- 玉上による書き入れのある旧訳本（「桐壺」から「夢浮橋」）[注釈 4]
- 山田による書き入れのある旧訳本（「桐壺」から「夢浮橋」）
- 谷崎による書き入れのある旧訳本（「桐壺」から「夢浮橋」および「源氏物語和歌講義上下」）[注釈 5]
- 山田書き入れタイプ原稿（「桐壺」から「夢浮橋」）[注釈 6]
- 玉上書き入れタイプ原稿（「桐壺」から「夢浮橋」）
- 谷崎書き入れタイプ原稿（「桐壺」から「夢浮橋」）[注釈 6]

なお、以下のような理由から、上記以外の中間段階の草稿ないし資料がいくつか存在したと考えられる。
- 國學院大學に現存する上記の「谷崎書き入れ旧訳本」の本文と、それを元に中央公論社で作成されたとされるタイプ原稿の本文は、一致しないことがしばしばあることから、國學院大學に現存する書き入れ旧訳本とは別に、タイプ原稿の直接の元になった谷崎による書き入れ旧訳本が存在すると考えられる。伊吹和子によると「中央公論社にこのときの谷崎の原稿が保管されている」としていることから、伊吹の言うところの「中央公論社に保管されている原稿」がそれである可能性がある。
- 玉上は後に1964年（昭和39年）から1969年（昭和44年）にかけて、自身が『源氏物語』の注釈書『源氏物語評釈』を著すことになるが、その際「この書き入れ旧訳本が大変役に立った」と語っている。また、玉上の元にある旧訳本には幾つかの巻の巻末に作業が完了した日付が書き込まれているとされるが、國學院大學蔵本にはそのような書き込みは全く存在しない。さらに、玉上が作業の進行状況を記録した大学ノートには、幾つかの巻については、作業が完了したとされる日と谷崎に送ったとする日の間に間が開いており、昭和27年（1952年）6月8日の項目には「巻十一浄写了」との記述が残されている[43]。これらのことから、谷崎の元に送られたのは「浄書」であり、これとは別に玉上の手許に残された「書き入れ旧訳本」も存在したと考えられる。
- 玉上の書き入れ本の元になった、玉上の指導の許で若手の学者、大学院生、国語国文科の学生らが書き込んだ旧訳の本が数組存在するはずであるが、それらは現存しない。

この新訳では、その序文において以下の「3つの方針」が掲げられ、その上で「私は此の方針に添うために、旧訳の文体を踏襲することを断念し、新しい文体に書き改める決意をした。」と語っており、その結果旧訳が「である」体であったのに対してこの新訳は「ですます」体になっている。
- 文章の構造をもっと原文に近づけて、能う限り単文で行くようにすること。
- 旧訳ではなほ教壇に於ける講義口調、乃至翻訳口調が抜け切れていないと云ふ非難があったのに鑑み、今度は一層、実際に口でしゃべる言葉に近づけること。
- 旧訳では敬語が余りに多きに過ぎ、時とすると原文よりも多いくらいであったのは、確かに欠点と云うべきであるから、今度は敬語の数を適当に加減すること。

この翻訳の刊行も順調にはいかなかった。1951年（昭和26年）5月30日に巻1を刊行したあと、翌月には巻2を刊行する計画であったが、実際に巻2が刊行されたのは1951年（昭和26年）9月10日であった。巻2の刊行が遅れたのは、削除部分の復活に手間を要したためである。1952年（昭和27年）4月、東京滞在中であった谷崎が高血圧症のために倒れ、その影響で右手が不自由となったため、巻3以降の刊行は大きく遅れた。谷崎自身による筆記が困難になったため口述筆記を検討し、そのために4・5人の人物を試用したり、テープレコーダーの使用なども検討されたりしたが、第7巻の途中の「柏木」巻から最終巻までが伊吹和子による口述筆記となった。この口述筆記については4・5人の人間を試した後に旧字旧かなに慣れているという理由で、京都大学文学部国語学国文学研究室に嘱託として勤務していた伊吹が候補として選ばれ、伊吹は1953年（昭和28年）5月18日に谷崎と面談し、1週間ほど試用期間として手紙の代筆や書類の整理などを行った後、正式に採用された。この伊吹を雇うための費用は全て中央公論社が出しており、伊吹は後に編集者として中央公論社に入社している。
この翻訳は刊行当初「新訳」と呼ばれていたが、1959年（昭和34年）に新書版を刊行した際、「もう新訳でもないだろう」という理由で、それ以後は単に「潤一郎訳」と表記されるようになった。
現在残る各種資料による、各巻ごとの進行状況は以下のようになる。
| 巻名および巻序               | 巻ごとの作業の進行状況等 | 新訳本の刊行状況                   |
| ---------------------------- | --- | ---------------------------------- |
| 第01帖 桐壺 旧訳本巻1所収    | 昭和26年3月に書き始めた。 | 昭和26年5月30日刊行 新訳本巻1所収  |
| 第02帖 帚木 旧訳本巻1所収    | 昭和26年2月24日 玉上が旧訳書き込み本の雨夜の品定めの部分を谷崎に送る。 昭和26年3月26日夜から28日 玉上がタイプ原稿に書込。 | 昭和26年5月30日刊行 新訳本巻1所収  |
| 第03帖 空蝉 旧訳本巻1所収    | | 昭和26年5月30日刊行 新訳本巻1所収  |
| 第04帖 夕顔 旧訳本巻2所収    | | 昭和26年5月30日刊行 新訳本巻1所収  |
| 第05帖 若紫 旧訳本巻2所収    | 昭和26年2月2日 玉上が旧訳本への書込を完了。 昭和26年2月13日 玉上が宮地へ作業を依頼。 | 昭和26年5月30日刊行 新訳本巻1所収  |
| 第06帖 末摘花 旧訳本巻3所収  | 昭和26年1月27日 玉上がIに調査を依頼。 | 昭和26年9月10日刊行 新訳本巻2所収  |
| 第07帖 紅葉賀 旧訳本巻3所収  | 昭和26年1月27日 玉上がIに調査を依頼。 昭和26年4月3日 玉上が旧訳本への書込を完了。 | 昭和26年9月10日刊行 新訳本巻2所収  |
| 第08帖 花宴 旧訳本巻3所収    | 昭和26年1月27日 玉上がIに調査を依頼。 昭和26年4月8日 玉上が旧訳本への書込を完了。 | 昭和26年9月10日刊行 新訳本巻2所収  |
| 第09帖 葵 旧訳本巻4所収      | 昭和26年1月29日 玉上がYに調査を依頼。 昭和26年2月18日 Yが調査結果の一部を玉上に持参（この巻の内容が含まれているかは不明）。 昭和26年5月22日 玉上が旧訳本への書込を完了。 昭和26年5月23日 玉上が旧訳本を宮地に渡す。 昭和26年8月8日 玉上が書き込んだ旧訳本を谷崎に送付。 | 昭和26年9月10日刊行 新訳本巻2所収  |
| 第10帖 賢木 旧訳本巻4所収    | 昭和26年1月29日 玉上がYに調査を依頼。 昭和26年2月18日 Yが調査結果の一部を持参（この巻の内容が含まれているかは不明）。 昭和26年5月22日 玉上が旧訳本への書込を完了。 昭和26年5月23日 玉上が旧訳本を宮地に渡す。 昭和26年8月11日 玉上が書き込んだ旧訳本を谷崎に送付。 | 昭和26年9月10日刊行 新訳本巻2所収  |
| 第11帖 花散里 旧訳本巻4所収  | 昭和26年1月29日 玉上がYに調査を依頼。 昭和26年2月18日 Yが調査結果の一部を持参（この巻の内容が含まれているかは不明）。 昭和26年5月22日 玉上が旧訳本への書込を完了。 昭和26年5月23日 玉上が書込済の旧訳本を宮地に渡す。 昭和26年8月11日 玉上が書込んだ旧訳本を谷崎に送付。 | 昭和26年9月10日刊行 新訳本巻2所収  |
| 第12帖 須磨 旧訳本巻5所収    | 昭和26年6月10日 玉上が旧訳本への書込を完了。 昭和26年8月8日 玉上が書き込んだ旧訳本を谷崎に送付。 | 昭和26年12月10日刊行 新訳本巻3所収 |
| 第13帖 明石 旧訳本巻5所収    | 昭和26年8月8日 玉上が書き込んだ旧訳本を谷崎に送付。 | 昭和26年12月10日刊行 新訳本巻3所収 |
| 第14帖 澪標 旧訳本巻6所収    | 昭和26年5月17日 玉上がOに調査を依頼。 昭和26年9月3日 玉上が書き込んだ旧訳本を谷崎に送付。 昭和26年10月31日 玉上がタイプ原稿に書込。 | 昭和26年12月10日刊行 新訳本巻3所収 |
| 第15帖 蓬生 旧訳本巻6所収    | 昭和26年5月17日 玉上がOに調査を依頼。 昭和26年9月3日 玉上が書き込んだ旧訳本を谷崎に送付。 | 昭和26年12月10日刊行 新訳本巻3所収 |
| 第16帖 関屋 旧訳本巻6所収    | 昭和26年5月17日 玉上がOに調査を依頼。 昭和26年9月3日 玉上が書き込んだ旧訳本を谷崎に送付。 | 昭和26年12月10日刊行 新訳本巻3所収 |
| 第17帖 絵合 旧訳本巻7所収    | 昭和26年8月5日 玉上が旧訳本への書込を完了。 昭和26年9月3日 玉上が書き込んだ旧訳本を谷崎に送付。 | 昭和26年12月10日刊行 新訳本巻3所収 |
| 第18帖 松風 旧訳本巻7所収    | 昭和26年8月17日 玉上が旧訳本への書込を完了。 昭和26年9月3日 玉上が書き込んだ旧訳本を谷崎に送付。 | 昭和26年12月10日刊行 新訳本巻3所収 |
| 第19帖 薄雲 旧訳本巻7所収    | 昭和26年8月26日 玉上が旧訳本への書込を完了。 昭和26年9月3日 玉上が書き込んだ旧訳本を谷崎に送付。 昭和27年2月17日 玉上がタイプ原稿を「一見了」。 18日 玉上が宮地へ依頼。 | 昭和27年5月5日刊行 新訳本巻4所収   |
| 第20帖 朝顔 旧訳本巻8所収    | | 昭和27年5月5日刊行 新訳本巻4所収   |
| 第21帖 少女 旧訳本巻8所収    | 昭和26年11月4日 玉上が旧訳本への書込を完了。 | 昭和27年5月5日刊行 新訳本巻4所収   |
| 第22帖 玉鬘 旧訳本巻9所収    | 昭和26年12月20日 玉上が旧訳本への書込を完了。 昭和27年1月30日 玉上が書き込んだ旧訳本を谷崎に送付。 昭和27年4月4日から12日 谷崎「玉鬘の更正」。 昭和27年4月7日 宮地がタイプ原稿を玉上に持参。 | 昭和27年5月5日刊行 新訳本巻4所収   |
| 第23帖 初音 旧訳本巻9所収    | 昭和27年1月30日 玉上が書き込んだ旧訳本を谷崎に送付。 昭和27年4月11日 宮地がタイプ原稿を玉上に持参。 | 昭和27年5月5日刊行 新訳本巻4所収   |
| 第24帖 胡蝶 旧訳本巻9所収    | 昭和27年1月18日 玉上が旧訳本への書込を完了。 昭和27年1月30日 玉上が書き込んだ旧訳本を谷崎に送付。 昭和27年4月12日 宮地がタイプ原稿を玉上に持参。 昭和27年4月17日 谷崎「仕事は胡蝶・蛍あたりに進んでいる」。 | 昭和27年5月5日刊行 新訳本巻4所収   |
| 第25帖 蛍 旧訳本巻10所収     | 昭和27年4月17日 谷崎「仕事は胡蝶・蛍あたりに進んでいる」。 昭和27年5月6日 玉上が書き込んだ旧訳本を谷崎に送付。 昭和27年6月5日 宮地が玉上へタイプ原稿を持参。 昭和27年11月6日 谷崎「源氏第五巻の原稿漸く完稿ほっと致し候」。 | 昭和27年11月30日刊行 新訳本巻5所収 |
| 第26帖 常夏 旧訳本巻10所収   | 昭和27年3月10日 玉上が旧訳本への書込を完了。 昭和27年5月6日 玉上が書き込んだ旧訳本を谷崎に送付。 昭和27年8月1日 玉上がタイプ原稿に書込。 昭和27年8月 谷崎がタイプ原稿の「常夏・篝火のあたり」に取り組む。 昭和27年11月6日 谷崎「源氏第五巻の原稿漸く完稿ほっと致し候」。 | 昭和27年11月30日刊行 新訳本巻5所収 |
| 第27帖 篝火 旧訳本巻10所収   | 昭和27年4月14日朝 玉上が旧訳本への書込を完了。 昭和27年5月6日 玉上が書き込んだ旧訳本を谷崎に送付。 昭和27年6月17日 谷崎「篝火を訳了」。 昭和27年8月1日 玉上がタイプ原稿に書込。 昭和27年8月 谷崎がタイプ原稿の「常夏・篝火のあたり」に取り組む。 昭和27年11月6日 谷崎「源氏第五巻の原稿漸く完稿ほっと致し候」。 | 昭和27年11月30日刊行 新訳本巻5所収 |
| 第28帖 野分 旧訳本巻10所収   | 昭和27年5月6日 玉上が書き込んだ旧訳本を谷崎に送付。 昭和27年6月18日 谷崎「野分の訳を始める」。 昭和27年6月22日 谷崎「野分を訳了」。 昭和27年11月6日 谷崎「源氏第五巻の原稿漸く完稿ほっと致し候」。 | 昭和27年11月30日刊行 新訳本巻5所収 |
| 第29帖 行幸 旧訳本巻10所収   | 昭和27年5月6日 玉上が書き込んだ旧訳本を谷崎に送付。 昭和27年8月 谷崎「第一稿の原稿は行幸に進む」。 昭和27年8月28日 谷崎「行幸の第一稿が成る」。 昭和27年11月6日 谷崎「源氏第五巻の原稿漸く完稿ほっと致し候」。 | 昭和27年11月30日刊行 新訳本巻5所収 |
| 第30帖 藤袴 旧訳本巻11所収   | 昭和27年5月10日 玉上が旧訳本への書込を完了。 昭和27年6月8日 玉上「巻11浄写了」。 昭和27年8月31日 谷崎「藤袴にとりかかる」。 昭和27年11月6日 谷崎「源氏第五巻の原稿漸く完稿ほっと致し候」。 | 昭和27年11月30日刊行 新訳本巻5所収 |
| 第31帖 真木柱 旧訳本巻11所収 | 昭和27年5月11日 玉上が旧訳本への書込を完了。 6月8日 玉上「巻11浄写了」。 昭和27年11月6日 谷崎「源氏第五巻の原稿漸く完稿ほっと致し候」。 | 昭和27年11月30日刊行 新訳本巻5所収 |
| 第32帖 梅枝 旧訳本巻11所収   | 昭和27年5月18日 玉上が旧訳本への書込を完了。 昭和27年6月8日 玉上「巻11浄写了」。 昭和27年10月20日 谷崎「梅枝を訳了」。 昭和27年11月6日 谷崎「源氏第五巻の原稿漸く完稿ほっと致し候」。 | 昭和27年11月30日刊行 新訳本巻5所収 |
| 第33帖 藤裏葉 旧訳本巻11所収 | 昭和27年5月20日 玉上が旧訳本への書込を完了。 昭和27年6月8日 玉上「巻11浄写了」。 昭和27年11月6日 谷崎「谷崎源氏第五巻の原稿漸く完稿ほっと致し候」。 | 昭和27年11月30日刊行 新訳本巻5所収 |
| 第34帖 若菜上 旧訳本巻12所収 | 昭和27年9月9日 玉上が旧訳本への書込を完了。 昭和28年1月30日 谷崎が若菜上の三分の一を中央公論社に送る。 | 昭和28年6月1日刊行 新訳本巻6所収   |
| 第35帖 若菜下 旧訳本巻13所収 | 昭和28年3月1日 玉上が旧訳本への書込を完了。 昭和28年5月上旬 谷崎「若菜下訳了」。 | 昭和28年6月1日刊行 新訳本巻6所収   |
| 第36帖 柏木 旧訳本巻14所収   | 昭和28年5月25日 谷崎が伊吹和子による口述筆記を開始。 昭和28年6月18日 口述筆記完了。 昭和28年8月11日、12日 校正が終了。 昭和28年10月10日谷崎が央公論社社長嶋中鵬二に「第七巻（柏木より匂宮まで）のタイプ原稿がまだ帰ってこないがどうなっているのか」と問い合わせる、 | 昭和28年10月20日刊行 新訳本巻7所収 |
| 第37帖 横笛 旧訳本巻14所収   | 昭和28年5月1日 玉上が旧訳本への書込を完了。 昭和28年6月24日 口述筆記完了。 昭和28年7月7日 谷崎のもとにタイプ刷が届く。 昭和28年7月8日 谷崎がタイプ刷の点検を始める。 昭和28年7月12日 谷崎が山田先生他の意見書の到着を待つ。 昭和28年7月14日 谷崎のタイプ刷の推敲が完了する。 昭和28年8月11日、12日 校正が終了。 昭和28年10月10日 谷崎が央公論社社長嶋中鵬二に「第七巻（柏木より匂宮まで）のタイプ原稿がまだ帰ってこないがどうなっているのか」と問い合わせる。  | 昭和28年10月20日刊行 新訳本巻7所収 |
| 第38帖 鈴虫 旧訳本巻14所収   | 昭和28年5月8日 玉上が旧訳本への書込を完了。 昭和28年6月30日 口述筆記完了。 昭和28年7月7日 タイプ刷が谷崎の許に届く。 昭和28年7月8日 谷崎がタイプ刷の点検を始める。 昭和28年7月12日 谷崎が山田先生他の意見書の到着を待つ。 昭和28年7月16日 谷崎のタイプ刷の推敲が完了する。 昭和28年8月11日、12日 校正が終了する。 昭和28年10月10日谷崎が央公論社社長嶋中鵬二に「第七巻（柏木より匂宮まで）のタイプ原稿がまだ帰ってこないがどうなっているのか」と問い合わせる。 | 昭和28年10月20日刊行 新訳本巻7所収 |
| 第39帖 夕霧 旧訳本巻15所収   | 昭和28年7月12日 口述筆記開始。 昭和28年7月21日 口述筆記の4分の1を終了。 昭和28年7月23日 夕霧のはじめ3分の1を中央公論社に送る。 昭和28年7月27日 口述筆記が半ばにさしかかる。 昭和28年8月2日 夕霧の始め約三分の二を中央公論社に発送。 昭和28年8月8日 夕霧の口述筆記完了。 昭和28年10月10日谷崎が央公論社社長嶋中鵬二に「第七巻（柏木より匂宮まで）のタイプ原稿がまだ帰ってこないがどうなっているのか」と問い合わせる。                                           | 昭和28年10月20日刊行 新訳本巻7所収 |
| 第40帖 御法 旧訳本巻16所収   | 昭和28年9月7日 玉上がタイプ原稿に書込。 昭和28年8月29日 御法の口述筆記完了。 昭和28年8月31日 御法を中央公論社に送る。 昭和28年10月10日 谷崎が央公論社社長嶋中鵬二に「第七巻（柏木より匂宮まで）のタイプ原稿がまだ帰ってこないがどうなっているのか」と問い合わせる。 | 昭和28年10月20日刊行 新訳本巻7所収 |
| 第41帖 幻 旧訳本巻16所収     | 昭和28年9月5日 口述筆記完了。 昭和28年10月10日 谷崎が央公論社社長嶋中鵬二に「第七巻（柏木より匂宮まで）のタイプ原稿がまだ帰ってこないがどうなっているのか」と問い合わせる。 | 昭和28年10月20日刊行 新訳本巻7所収 |
| 雲隠 旧訳本巻16所収          | 昭和28年9月5日 口述筆記完了。 昭和28年10月10日 谷崎が央公論社社長嶋中鵬二に「第七巻（柏木より匂宮まで）のタイプ原稿がまだ帰ってこないがどうなっているのか」と問い合わせる。 | 昭和28年10月20日刊行 新訳本巻7所収 |
| 第42帖 匂宮 旧訳本巻16所収   | 昭和28年7月28日 玉上が旧訳本への書込を完了。 昭和28年9月9日 口述筆記完了。 昭和28年9月13日 玉上がタイプ原稿に書込。 昭和28年10月10日 谷崎が央公論社社長嶋中鵬二に「第七巻（柏木より匂宮まで）のタイプ原稿がまだ帰ってこないがどうなっているのか」と問い合わせる。 | 昭和28年10月20日刊行 新訳本巻7所収 |
| 第43帖 紅梅 旧訳本巻16所収   | 昭和28年8月25日 玉上が旧訳本への書込を完了。 昭和28年10月10日 谷崎「もうすぐ紅梅がすむところ」。 昭和28年10月19日 口述筆記完了。 | 昭和29年3月31日刊行 新訳本巻8所収  |
| 第44帖 竹河 旧訳本巻16所収   | 昭和28年10月19日 口述筆記にとりかかる。 昭和28年11月27日 口述筆記完了。 | 昭和29年3月31日刊行 新訳本巻8所収  |
| 第45帖 橋姫 旧訳本巻17所収   | 昭和28年9月11日 玉上が旧訳本への書込を完了。 昭和28年12月上旬 谷崎が中央公論社へ橋姫巻を発送。 | 昭和29年3月31日刊行 新訳本巻8所収  |
| 第46帖 椎本 旧訳本巻17所収   | 昭和28年11月1日 玉上が旧訳本への書込を完了。 昭和29年1月17日 口述筆記完了。 | 昭和29年3月31日刊行 新訳本巻8所収  |
| 第47帖 総角 旧訳本巻18所収   | 昭和29年1月24日 玉上が旧訳本への書込を完了。 昭和29年1月19日 口述筆記開始。 昭和29年2月17日 口述筆記完了。 昭和29年3月6日 谷崎が総角の校正を進める。 | 昭和29年3月31日刊行 新訳本巻8所収  |
| 第48帖 早蕨 旧訳本巻18所収   | 昭和29年2月8日 玉上が旧訳本への書込を完了。 昭和29年3月6日 口述筆記完了。 昭和29年3月12日 早蕨の原稿を中央公論社に届ける。 | 昭和29年6月30日刊行 新訳本巻9所収  |
| 第49帖 寄生 旧訳本巻19所収   | 昭和29年3月1日 玉上が旧訳本への書込を完了。 昭和29年3月13日 口述筆記はじまる。 昭和29年3月22日 原稿の三分の二を中央公論社に送付。 昭和29年4月26日 口述筆記完了。 | 昭和29年6月30日刊行 新訳本巻9所収  |
| 第50帖 東屋 旧訳本巻20所収   | 昭和29年4月11日 玉上が旧訳本への書込を完了。 昭和29年5月17日 口述筆記完了。 | 昭和29年6月30日刊行 新訳本巻9所収  |
| 第51帖 浮舟 旧訳本巻21所収   | 昭和29年4月29日 玉上が旧訳本への書込を完了。 昭和29年6月12日 口述筆記完了、 | 昭和29年9月30日刊行 新訳本巻10所収 |
| 第52帖 蜻蛉 旧訳本巻22所収   | 昭和29年6月14日 玉上が旧訳本への書込を完了。 昭和29年7月13日 口述筆記完了。 | 昭和29年9月30日刊行 新訳本巻10所収 |
| 第53帖 手習 旧訳本巻23所収   | 昭和29年7月28日 口述筆記完了。 | 昭和29年9月30日刊行 新訳本巻10所収 |
| 第54帖 夢浮橋 旧訳本巻23所収 | 昭和29年6月23日 玉上が旧訳本への書込を完了。 昭和29年7月31日 口述筆記完了。 昭和29年7月 全ての作業を終える。 | 昭和29年9月30日刊行 新訳本巻10所収 |

配本と巻立
- 源氏物語 巻1 中央公論社 1951年（昭和26年）5月30日刊行
第01帖 桐壺、第02帖 帚木、第03帖 空蝉、第04帖 夕顔、第05帖 若紫
- 源氏物語 巻2 中央公論社 1951年（昭和26年）9月10日刊行
第06帖 末摘花、第07帖 紅葉賀、第08帖 花宴、第09帖 葵、第10帖 賢木、第11帖 花散里
- 源氏物語 巻3 中央公論社 1951年（昭和26年）12月10日刊行
第12帖 須磨、第13帖 明石、第14帖 澪標、第15帖 蓬生、第16帖 関屋、第17帖 絵合、第18帖 松風
- 源氏物語 巻4 中央公論社 1952年（昭和27年）5月5日刊行
第19帖 薄雲、第20帖 槿、第21帖 少女、第22帖 玉鬘、第23帖 初音、第24帖 胡蝶
- 源氏物語 巻5 中央公論社 1952年（昭和27年）11月30日刊行
第25帖 蛍、第26帖 常夏、第27帖 篝火、第28帖 野分、第29帖 行幸、第30帖 藤袴、第31帖 真木柱、第32帖 梅枝、第33帖 藤裏葉
- 源氏物語 巻6 中央公論社 1953年（昭和28年）6月1日刊行
第34帖 若菜上、第35帖 若菜下
- 源氏物語 巻7 中央公論社 1953年（昭和28年）10月20日刊行
第36帖 柏木、第37帖 横笛、第38帖 鈴虫、第39帖 夕霧、第40帖 御法、第41帖 幻、雲隠、第42帖 匂宮
- 源氏物語 巻8 中央公論社 1954年（昭和29年）3月31日刊行
第43帖 紅梅、第44帖 竹河、第45帖 橋姫、第46帖 椎本、第47帖 総角
- 源氏物語 巻9 中央公論社 1954年（昭和29年）6月30日刊行
第48帖 早蕨、第49帖 宿木、第50帖 東屋
- 源氏物語 巻10 中央公論社 1954年（昭和29年）9月30日刊行
第51帖 浮舟、第52帖 蜻蛉、第53帖 手習、第54帖 夢浮橋
- 源氏物語 巻11 中央公論社 1954年（昭和29年）12月5日刊行
各巻細目、人物略説、人名名寄
- 源氏物語 巻12 中央公論社 1954年（昭和29年）12月5日刊行
隆能源氏物語絵巻、巻別系図、巻名出所、年立図表、主要人物官位年齢一覧、源氏物語総目次

#### 愛蔵本における本文の改訂とその後
第2回の翻訳は、異なる本文のものが出版されている。愛蔵本、普及版など装幀や巻立をアレンジしたものがいくつか刊行されたことは他の訳と同じであるが、本文は初刊本以降の版は改訂された。初刊本の次に発刊されたのは、1955年（昭和30年）10月に中央公論社創立70周年記念出版として刊行された愛蔵本であり、それ以降の「新訳」は愛蔵本の本文がもとになっている。
初刊本と愛蔵本の間の改訂は、大部分が細かい表現の訂正であるが、筋立て・内容に関わる変更が2か所存在する。一つは「桐壺」巻の「ひまなき御前渡りに」の主語を帝とするのかそれとも桐壺更衣とするのかという違いであり、もう一つは「手習」巻における浮舟投身の際に現れた「もののけ」の正体についてである。この2か所は新訳の作業の時点でも、玉上と山田の間で意見が対立し、このときには玉上が山田に譲った形で決着していたものの、愛蔵本のための本文改訂を行うに当たって、玉上はどうしてもこの点について改めたいと考え、その旨を谷崎に申し出たところ、「山田先生の了解が得られるならば改めてもよい」との返答を得たため、玉上は自ら仙台の山田のもとに赴いて山田と面談し、内容の改訂についての了承を得て、玉上の見解に従って解釈を改めることとなったものである。
1959年（昭和34年）9月から1960年（昭和35年）5月にかけて、全8巻の「挿画入豪華新書版」が刊行された。これは1958年（昭和33年）1月から1959年（昭和34年）7月にかけて出版された「谷崎潤一郎全集」（全30巻）に判型・装幀・価格などをあわせて刊行されたものである。この版から、谷崎の意思によって「もう『新訳』でもないだろう」という理由で「新訳」という表記がなくなり、単に「潤一郎訳」と表記されるようになった。伊吹和子は、「谷崎はこの時点ではこの改訂版の新訳を決定版として、生涯にもう一度全訳を試みるつもりは無かったのであろう」としている。
しかしその後、1961年（昭和36年）10月から1962年（昭和37年）4月にかけて全5巻、別巻1巻で刊行された挿画入豪華愛蔵版では、その序文において「私の所謂「新訳」にも、十分の改訂を加えていない。ところ／＼ふと目に触れた部分に手を加えた程度である。他日機会が有ったら、老躯にむち打って更にもう一度新々訳を試み対を思う」と述べ、再度の改訳への意欲を示している。

### 第3回の翻訳 (新々訳)
3度目の翻訳は、1964年（昭和39年）から1965年（昭和40年）に『潤一郎新々訳 源氏物語』全10巻別巻1として刊行された。この翻訳は「新々訳」「11巻本」などと呼ばれている。
新々訳は、新字・新仮名遣いに統一して名作を収録する、全80巻からなる中央公論社版「日本の文学」シリーズの一つとして発刊された「日本の文学23谷崎潤一郎（一）」が大変好評であったために、谷崎訳『源氏物語』も新字・新仮名遣いに改稿して出版したものである。
新々訳の作業には、谷崎自身はあまり関わってはいなかったとされる。当初谷崎は、問題点の洗い出しなどの準備作業を中央公論社の社員が行うように求めたが、当時の中央公論社では時間的・能力的に困難であり、結局それらの作業は当時東京大学で『源氏物語』を講じていた秋山虔およびその指導下にあった助手や大学院生たち若手学者グループによって行われることとなった。新々訳については、当時すでに死去していた山田孝雄は関わっていないため、旧訳と新訳にあった「校閲 山田孝雄」の表記はなく、谷崎の名前のみがクレジットされている。また、玉上らの京都大学のグループも作業には関わってはおらず、新訳の時に谷崎の口述筆記を務めた伊吹和子は中央公論社の編集部員として本作業に関わっている。
新々訳の第9巻以降は、谷崎没後の発売となった。中央公論社では、谷崎死去の際「新々訳源氏物語の原稿はすべて完成しており、未刊の巻についても概ね予定通り刊行される。」旨広告している。また谷崎の葬儀の際には、発売予定であった第9巻を特に一部前倒しして作成し、伊吹が谷崎の棺に納めている。
配本と巻立
- 第1 1964年（昭和39年）11月25日
桐壺より若紫まで
- 巻2 1965年（昭和40年）1月20日
末摘花より花散里まで
- 巻3 1965年（昭和40年）2月20日
須磨より松風まで
- 巻4 1965年（昭和40年）3月20日
薄雲より胡蝶まで
- 巻5 1965年（昭和40年）4月20日
蛍より藤裏葉まで
- 巻6 1965年（昭和40年）5月20日
若菜上、下
- 巻7 1965年（昭和40年）6月20日
柏木より匂宮まで
- 巻8 1965年（昭和40年）7月20日
紅梅より総角まで
- 巻9 1965年（昭和40年）8月20日
早蕨より夢浮橋まで
- 巻11 1965年（昭和40年）10月20日
凡例、隆能源氏物語絵巻、年立図表、人物略説、人名名寄、主要人物官位年齢一覧

#### 様々な版
この新々訳も新訳同様に、最初に刊行された版の他に愛蔵本、普及版など、装幀や巻立をアレンジしたものがいくつか刊行されている。またさらに、新訳にはなかったものとして、それぞれの『谷崎潤一郎全集』に収められた「全集版」、中公文庫に収められた「文庫版」、全1冊版といったものが存在する。「谷崎潤一郎全集」は、谷崎の没後にも何度か刊行されているが、いずれも「新々訳源氏物語」として新々訳が4冊に分けて収録されている。なお、これらはいずれも通常は最終巻に置かれるような年譜や索引を収録した巻の後に収録されており、1968年から1970年にかけて刊行された『谷崎潤一郎全集』では第25巻から第28巻に収められ、新版『谷崎潤一郎全集』では第27巻から30巻に収められている。

#### 第4回目の翻訳
谷崎潤一郎の妻松子によると、谷崎は『源氏物語』をもう一度翻訳し直すことへの意欲を見せていたという。

## 谷崎訳の特徴

### ベストセラーとしての谷崎源氏
この「谷崎源氏」は、以下のように当時としては一大ベストセラーとなり、「源氏物語ブーム」を引き起こした。
初期の計画時には3万部の売上を見込んでおり、営業部員は「5万部出せば成功」と考えていたが、結局初回配本は17・8万部となった。第1回配本後の追加注文だけで5万部もあり、多くの追加注文が殺到したために追加注文分の用紙の確保や印刷に手間取り、その結果月1回の配本を予定していたところが、第2回の配本が当初予定していた1939年（昭和14年）2月ではなく2か月遅れの1939年（昭和14年）4月になり、第3回の配本は1939年（昭和14年）6月になった。このように多く売れた結果、本書は1939年（昭和14年）を代表するベストセラーとなった。また、これによって大きな利益を得た中央公論社について、「年に4回社員に賞与が与えられた」「源氏物語に繋がるイメージを持ったゲンジボタルをデザインした社員バッジを新しく作り直して全社員に配付された」「税金対策のために35万円をつかって雨宮庸蔵を代表とする財団法人「国民学術協会」を設立した」といった様々なエピソードが伝えられている。また旧訳が完結した際、当時関西に居住していた谷崎は上京して中央公論社社員の労をねぎらい、一同を歌舞伎座に招待した。またこれとは別に、「生きている兵隊」による筆禍事件により1939年（昭和16年）8月に中央公論社を退社してしまっていた雨宮庸蔵を労うため、雨宮と装幀を手がけた画家の長野草風を偕楽園に招待している。谷崎の妻松子によると、当時すでに作家としての地位を確立し、それなりの収入のあった谷崎であるが、美食家であることと引っ越し癖のためしばしば転居していたことにより、谷崎はあまり裕福とは言えない経済状況にあり、さらにこの時期に最初の妻千代との間の娘鮎子の学費、2番目の妻丁未子が自立できるようにするための費用、自身の弟妹・3番目の妻松子の妹重子や信子・谷崎が引き取った松子と松子の前夫根津松太郎との子供たちである清治や恵美子の養育費や学費といった、収入を遙かに超える多額の出費が重なったため、差し押さえを受けることもあるほど苦しかったが、谷崎家の家計はこの『谷崎源氏』による多額の収入があって以後裕福になり、金銭的に困ることは二度となくなったという。
新訳についても、第3巻までの累計販売部数は25万部にのぼるなど大ベストセラーとなった。中央公論社社内では、戦後の物資不足や経済的な混乱による売り上げの低迷のため「出来るだけ本は出すな」とまでいわれていた状況が、この新訳が大いに売れたことによって解消することになった。また谷崎は、それまで数年間『宮本武蔵』などのベストセラーで文化人部門の長者番付の1位であった吉川英治を抜いて、その年の文化人部門の長者番付1位となった。新訳が完結した1954年（昭和29年）11月16日に、谷崎夫妻と中央公論社社長嶋中雄作が、玉上琢弥や榎克朗・宮地裕といった翻訳作業を手伝った若手の学者、口述筆記を手伝った伊吹和子、別巻に収録した隆能源氏の白描画を担当した大河内久男、中央公論社でこの新訳『源氏物語』の担当者であった滝沢博夫らを招いて、京都朝日会館のレストランアラスカにおいて晩餐会を行い、その後一同を祇園の茶屋「一力」に招待している。その後出版された挿画入豪華新書版についても、第1巻だけで7万5千部突破・第2巻6万5千部突破、新々訳については初版全巻累計127万8千部・重版を含む累計188万7千800部といった記録が残されている。
1999年（平成11年）11月現在、作家の手になる現代語訳で、文庫化されているものの累計発行部数は以下の通りとなっている。
| 訳者       | 文庫・巻数         | 発行部数 |
| ---------- | ------------------ | -------- |
| 与謝野晶子 | 角川文庫・全3巻    | 172万部  |
| 谷崎潤一郎 | 中公文庫・全5巻    | 083万部  |
| 円地文子   | 新潮文庫・全5巻    | 103万部  |
| 田辺聖子   | 新潮文庫・全5巻    | 250万部  |
| 橋本治     | 中公文庫・全14巻   | 042万部  |
| 瀬戸内寂聴 | 講談社文庫・全10巻 | 210万部  |

### 訳文の特徴
与謝野晶子が基本的に『源氏物語』の注釈書や辞書すら傍らに置くことなく、自身の感性に従って翻訳を進めていったのと比べると、谷崎の場合には専門家集団の助力を得ただけでなく、自身の作業にあたっても当時最もよく使われた代表的な注釈書である吉澤義則の『対校源氏物語新釈』のほか、抄訳ではあるものの先行する現代日本語訳である与謝野の最初の翻訳、アーサー・ウェイリーの英訳といったさまざまな資料を手許に集めており、必要に応じて参照していたと見られる。国語学者である山田孝雄の監修を受けていることによって、その訳文は言語学的にも正確なものになっており、全体として逐語訳そのものではないものの逐語訳に近いもので、逐語訳的性格の強いことの多い学者による現代語訳よりも、より原文に近い逐語訳になっている部分も存在する。与謝野訳が『源氏物語』を現代日本語に訳するにあたって原文にはなかった主語を加えているのに対して、谷崎訳では原文の文体を生かしつつ、原文に主語がない場合には現代語訳にも主語を加えずに敬語の使い分けなどで発話者が誰なのかが分かるように工夫されているなどしているため、与謝野訳と比べるとやや古風な訳文となっている。

### 別巻・月報・付録
谷崎訳の大きな特徴の一つとして、『源氏物語』本文の現代語訳以外にも『源氏物語』を理解するために役に立つと考えられるさまざまな資料が別巻・月報・付録といったいろいろな形で付されていることがある。
旧訳では和歌講義に上下2巻（第24巻及び第25巻）を、年立・系図および各巻の梗概といった資料に1巻（第26巻）を費やしている。「和歌講義」までは本文と同様に谷崎自身が執筆したものであるが、最終巻の「年立・系図および各巻の梗概」は、谷崎自身は当初自分で執筆するつもりであったものの、自身の体調不良と最終巻の刊行が急がれる情勢であったことから自身による作成を諦め、中央公論社社員の相沢正によって作成されたものを使用することとなったと説明している。作成に際しては「湖月抄」「すみれ草」「金子本」（金子元臣『定本源氏物語新解』明治書院、1926年（大正15年）から1930年（昭和5年））の3つを参考に作成したとされている。その結果作成された年立と系図の内容は、年立は旧注に属する「湖月抄」に付されている一条兼良の作成した「旧年立」と呼ばれる年立に最も近く、系図は新注に属する「すみれ草」のものに近いという、『源氏物語』の注釈史という観点から見ると統一の取れないものとなっている。なお、新々訳の年立も、「すみれ草にならって」とあるものの、旧年立である。新訳にも年立や系図が付されており、これらは「新訳の作成を手伝った源氏物語の専門家である玉上琢弥らが旧訳の付録に手を加えて作成したものである」とされており、当時の最新の研究成果を取り入れたものになっている。
月報として、各配本回ごとに「源氏物語研究」と題され、毎回当時の様々な知識人による『源氏物語』についての論考が掲載された。また2回にわたって同じ中央公論社から出版されることになっていた『校異源氏物語』についての情報が掲載されている。この付録「源氏物語研究」の最後に「ゆかり抄」というコーナーがあり、編集後記と読者からの投書が掲載されている。
- 「源氏物語研究」一
池田亀鑑「源氏物語の主題 -自然及び人間に対する愛その他-」
「ゆかり抄」
- 「源氏物語研究」二
窪田空穂「紫式部の生涯とその芸術」
今井邦子「特別に彩色された『末摘花』」
「紫の家（其の一）」
「ゆかり抄」
- 「源氏物語研究」三
舟橋聖一「源氏物語の情緒と叡智」
久松潜一「古典と永遠なるもの」
「紫の家（其の二）」
「ゆかり抄」
- 「源氏物語研究」四
藤田徳太郎「源氏物語の日本的性格」
「平安時代の住宅 -源氏物語風俗史その1」
「ゆかり抄」
- 「源氏物語研究」五
長谷川如是閑「かくして源語が生まれた」
「平安時代の家具と装飾上 -源氏物語風俗史その2」
「ゆかり抄」
- 「源氏物語研究」六
片岡良一「源氏物語の構成」
「平安時代の家具と装飾下 -源氏物語風俗史その3」
「ゆかり抄」
- 「源氏物語研究」七
今井邦子「源氏物語に現はれた女性」
「平安時代の乗物 -源氏物語風俗史その4」
- 「源氏物語研究」八
五十嵐力「恋愛描写に於ける源氏物語の優越相」
「平安時代の男子の礼服 -源氏物語風俗史その5」
- 「源氏物語研究」九
藤懸静也「源氏物語と美術」
「平安時代の男子の礼服（その二） -源氏物語風俗史その6」
「ゆかり抄」
- 「源氏物語研究」十
青野李吉「『宇治十帖』観抄」
「平安時代の男子の通常服 -源氏物語風俗史その7」
「ゆかり抄」
- 「源氏物語研究」十一
塩田良平「源氏物語と明治文学」
「平安時代の婦人の礼服 -源氏物語風俗史その8」
「『校異源氏物語』刊行に就いて」
- 「源氏物語研究」十二
尾上柴舟「源氏物語と仮名」
「平安時代の婦人の通常服 -源氏物語風俗史その9」
- 「源氏物語研究」十三
浅野晃「古典としての源氏」
「平安時代の食物 -源氏物語風俗史その10」
「『校異源氏物語』刊行に就いて」
「尾崎紅葉全集刊行に就いて」
「終刊の辞」

「源氏物語研究」というタイトルのすぐ下に『源氏物語』についての古今東西の名言が掲載されている。
- 第一号「我が国の至宝は源氏物語に過ぎたるはなかるべし」（一条兼良）
- 第二号「紫式部は恐らく最初の女流小説家であるが、又最も偉大な作家の一人である」（倫敦タイムス）
- 第十号「『源氏物語』は情熱あり、滑稽あり、はた溢れたる喜楽あり、人情風俗に関する鋭利なる観察あり、或は自然美に対する鑑賞あり。而して文は日本文学中最上の軌範たり」（アストン）
- 第十二号「著者が着実なる観察と深遠なる思想とが抱合するところに、この空前絶後の傑作は生まれたるなり」（藤岡作太郎）

新訳以降の刊行時にも、以下のようにそれぞれ力の入った月報が添付されており、愛蔵本などの形で再刊される際には初刊の時とは異なった新たな月報が作成されている。
新訳（初刊本）
- 「紫花鈴香」一
山田孝雄「校閲者の言葉」
池田亀鑑「驚嘆すべき偉業」
「内裏の図」
「解説」
- 「紫花鈴香」二
折口信夫「ものゝけ其の他」
「枕草子絵巻」
「源氏物語附図」
- 「紫花鈴香」三
生島遼一「宮廷文学と女流作家」
「紫式部日記絵巻」
「官位昇進表」
「官位相当表」
- 「紫花鈴香」四
前田青邨「源氏について」
玉上琢弥「途上にて」
「扇面古写経、平安納経」
「藤壺の宮」
- 「紫花鈴香」五
「行幸の図枕草子絵巻」
杉岡正美「源氏物語に現れた書生活」
玉上琢弥「政治家光源氏」
- 「紫花鈴香」六
吉川英士「源氏物語に現れた音楽」
「醍醐桜会」
「琵琶・等のこと」
「琵琶・等・笛・拍子」
玉上琢弥「政治家光源氏」
- 「紫花鈴香」七
井島勤「源氏絵巻の美について」
玉上琢弥「藤原氏の人々」
- 「紫花鈴香」八
多屋頼俊「源氏物語と仏教」
「平安納経序品」
「宇治の網代」
「源氏物語附図」
- 「紫花鈴香」九
家永三郎「源氏物語時代の婚姻生活」
「源氏物語絵巻」
「紫式部日記絵巻」
山中裕「宇治の歴史」
- 「紫花鈴香」十
西田虎之助「源氏物語の環境」
「野遊びの図」
「山荘の図」
三条西堯山「源氏香について」
- 「紫花鈴香」十一
「年中行事」
- 「紫花鈴香」十二
秋山虔「源氏物語の作者・紫式部」

新訳（新書版）
- 付録第一号
ドナルド・キーン「原文と翻詳」
- 付録第二号
風巻景次郎「藤壺女御 かがやく日の宮」
- 付録第三号
中村真一郎「源氏物語の現代性」
- 付録第四号
阿部秋生「現代語訳ということ」
- 付録第五号
沢潟久孝「私と源氏物語」
- 付録第六号
暉峻康隆「源氏と一代男」
- 付録第七号
入江相政「礼賛」
- 付録第八号
町春草「源氏好み」

新訳（愛蔵版）
- 付録一号
円地文子「肉体化した現代訳」
池田弥三郎「いろごのみの古代－光源氏はなぜ柏木を殺したか－」
「年中行事」
- 付録二号
中村汀女「雨音風音」
玉上琢弥「平安朝時代の生活と源氏物語」
「年中行事（二）」
- 付録三号
五島美代子「心のうた」
久米庸孝「『源氏』の台風」
「年中行事（三）」
- 付録四号
小山いと子「谷崎文学と夫人」
今井源衛「源氏物語の研究書－松平文庫調査余録－」
「年中行事（四）」
- 付録五号
中村直勝「源語の二滴」
奥野慎太郎「人間没落の文学」
「年中行事（五）」

新々訳（初刊本）
付録 : 紫のゆかりを尋ねて 
- 一号
谷崎潤一郎・ハワード・ヒベット（対談）「源氏物語をめぐって」
「系図」
- 二号
玉上琢弥「源氏物語の成立」
「巻二解説」
「系図」
- 三号
秋山虔「源氏物語の作者と紫式部日記の世界」
「巻三解説」
「系図」
- 四号
高木市之助「源氏物語の風土」
「巻四解説」
「系図」
- 五号
中村幸彦「源氏物語の後世文学への永享」
「巻五解説」
「系図」
- 六号
松尾聰「源氏物語の本文」
「巻六解説」
「系図」
- 七号
神田秀夫「紫式部の生涯」
「巻七解説」
「系図」
- 八号
土田真鎮「源氏物語の時代」
「巻八解説」
「系図」
- 九号
中村義雄「王朝貴族の一生」
「巻九解説」
「系図」
- 十号
井上光貞「源氏物語と浄土教」
「巻十解説」
「系図」
- 別巻
阿部秋生「源氏物語を読んだ人々」
「別巻解説」

新々訳（愛蔵新書版）
- 月報第1号
丸谷才一「榊の小枝」
幸田露伴「余沢」
安田靫彦「谷崎さんと源氏」（昭和14年2月6日広告より）
- 月報第2号
金井美恵子「魅惑の谷崎源氏」
島木健作「一読者として」（昭和14年2月6日広告より）
- 月報第3号
水上勉「その頃からの感動」
- 月報第4号
中里恒子「源氏物語について」
- 月報第5号
田久保英夫「初めての源氏体験」
- 月報第6号
向田邦子「源氏物語・点と線」
- 月報第7号
中村幸彦「近世における小説としての源氏物語」
- 月報第8号
中村真一郎「谷崎と『源氏』と世界文学」
- 月報第9号
大原富枝「谷崎源氏の懐かしさ」
- 月報第10号
ドナルド・キーン「谷崎源氏の思い出」
- 別巻
岡野弘彦「谷崎源氏と私」

### 装飾
新訳以降、挿画のある版がいくつかある。これらは著名な日本画家が各人4葉を描いたもので、各帖に1葉ずつ（「若菜」は上下各2葉ずつ）配したものである。画家は巻の順に以下の通りである。
1. 安田靫彦
2. 奥村土牛
3. 福田平八郎
4. 堂本印象
5. 山口蓬春
6. 中村岳陵
7. 菊池契月
8. 徳岡神泉
9. 小倉遊亀
10. 太田聴雨
11. 中村貞以
12. 山本丘人
13. 橋本明治
14. 前田青邨

装幀、題簽、巻ごとの中扉の字などの担当は版により異なるが、新々訳の1964年-1965年の版は安田靫彦による。